# Єлесня (гміна)
Гміна Єлесня (пол. Gmina Jeleśnia) — сільська гміна у південній Польщі. Належить до Живецького повіту Сілезького воєводства.
Станом на 31 грудня 2011 у гміні проживало 13572 особи.

## Територія
Згідно з даними за 2007 рік площа гміни становила 170.51 км², у тому числі:
- орні землі: 35.00%
- ліси: 54.00%

Таким чином, площа гміни становить 16.40% площі повіту.

## Населення
Станом на 31 грудня 2011:
| Опис     | Загалом | Загалом | Чоловіки | Чоловіки | Жінки | Жінки |
| -------- | ------- | ------- | -------- | -------- | ----- | ----- |
| одиниця  | осіб    | %       | осіб     | %        | осіб  | %     |
| все      | 13572   | 100     | 6761     | 49.82    | 6811  | 50.18 |
| міське   | 0       | 100     | 0        |          | 0     |       |
| сільське | 13572   | 100     | 6761     | 49.82    | 6811  | 50.18 |

## Сусідні гміни
Гміна Єлесня межує з такими гмінами: Венґерська Ґурка, Кошарава, Радзехови-Вепш, Свінна, Стришава, Уйсоли.